# Videnskabelig notation
Videnskabelig notation er en måde at udtrykke enten meget store eller meget små tal på. Når man anvender videnskabelig notation udtrykkes et tal som en tierpotens på formen a × 10b, hvor a er mindre end 10 og større end eller lig med 0,1 og  og b er et helt tal. Indenfor videnskab og ingeniørbranchen er man oftest interesseret i antallet af betydende cifre, hvorfor antallet af foranstillede- eller efterfølgende nuller kun forvirrer. Disse nuller angives således med en positiv eller negativ potens af ti.
| Decimal notation | Videnskabelig notation |
| ---------------- | ---------------------- |
| 2                | 2×100                  |
| 300              | 3×102                  |
| 4.321,768        | 4,321768×103           |
| −53.000          | −5,3×104               |
| 6.720.000.000    | 6,72×109               |
| 0,2              | 2×10−1                 |
| 0,00000000751    | 7,51×10−9              |

## Betegnelser og praktisk anvendelse
På dansk kaldes a for mantissen (eller signifikanten), 10 kaldes for roden og b kaldes for eksponenten. Det latinske navn for tallet a er mantissa, hvilket også bruges på engelsk. 
Hvis a er mindre end 0,1 kan man reducere yderligere til videnskabelig notation, ved brug af ti-tals potenser med negativ eksponent. Hvis a er større end 10 kan man reducere yderligere til videnskabelig notation, ved brug af ti-tals potenser med positiv eksponent. I praksis er det er dog ofte kun ved meget store eller meget små tal, at notationen anvendes.   

## Videnskabelige lommeregnere
De fleste moderne lommeregnere (og computerprogrammer) kan skelne mellem SCI (Scientific, da=videnskabelig) og ENG (Engineering, da=ingeniørvidenskablig) notation. Førstnævnte er metoden beskrevet ovenfor, hvorimod sidstnævnte følger samme princip, men er dog begrænset til kun at have eksponenter delelig med tre. f.eks 103 = 1.000 (tusinde), 106 =1.000.000 (million), 10-9 = 0,000 000 001 (nano).
| Matematik | Spire Denne artikel om matematik er en spire som bør udbygges. Du er velkommen til at hjælpe Wikipedia ved at udvide den. |